# Del Debbio (calciatore)
Luca Del Debbio (Lucca, 12 giugno 1899 – Lucca, 26 marzo 1963) è stato un calciatore italiano, di ruolo Centrocampista.

## Carriera
Con la Lucchese disputa 19 gare nei campionati di Prima Divisione 1921-1922 e Prima Divisione 1922-1923.